# Хвитери-Сакаланди
Хвитери-Сакаланди (груз. ხვითერი-საკალანდიო) — село в Грузии, на территории Цаленджихского муниципалитета края (мхаре) Самегрело-Верхняя Сванетия. Входит в состав городского сакребуло Цаленджиха.

## География
Село находится в западной части Грузии, на обеих берегах реки Чанисцкали, на расстоянии приблизительно 1 километра (по прямой) к югу от города Цаленджиха, административного центра муниципалитета.

## Население
По результатам официальной переписи населения 2014 года, в Хвитери-Сакаланди проживал 379 человек (180 мужчин и 199 женщин). В национальной структуре населения грузины составляли 100 %.